# Backlash (album)
Backlash è il secondo album in studio del supergruppo anglo-americano Bad English, pubblicato il 27 agosto 1991 dalla Epic Records.

## Tracce
1. So This Is Eden – 5:09 (John Waite, Jonathan Cain, Russ Ballard)
2. Straight to Your Heart – 4:09 (Waite, Neal Schon, Cain, Mark Spiro)
3. Time Stood Still – 5:23 (Waite, Ricky Phillips, Jesse Harms)
4. The Time Alone with You – 4:41 (Waite, Diane Warren, Cain)
5. Dancing Off the Edge of the World – 4:54 (Waite, Cain, Schon)
6. Rebel Say a Prayer – 4:23 (Waite, Cain, Russ Ballard)
7. Savage Blue – 4:33 (Waite, Cain, Schon)
8. Pray for Rain – 5:03 (Waite, Spiro, Cain)
9. Make Love Last – 5:19 (Waite, Cain)
10. Life at the Top – 4:50 (Waite, Cain, Spiro, Tim Pierce)

## Formazione
Gruppo
- John Waite – voce
- Neal Schon – chitarra elettrica, chitarra acustica, cori
- Jonathan Cain – tastiere, cori
- Ricky Phillips – basso, cori
- Deen Castronovo – batteria, percussioni, cori

Altri musicisti
- Mark Spiro, Tommy Funderburk – cori

Produzione
- Ron Nevison – produzione, ingegneria del suono
- Tony Phillips – ingegneria del suono (assistente)
- Rand & Rose  – missaggio
- Ted Jensen – mastering presso lo Sterling Sound di New York
- Hugh Syme – direzione artistica